# Laevicephalus incongruus
Laevicephalus incongruus är en insektsart som beskrevs av Paul W. Oman 1937. Laevicephalus incongruus ingår i släktet Laevicephalus och familjen dvärgstritar. Inga underarter finns listade i Catalogue of Life.